# Amphitornus
Amphitornus is een geslacht van rechtvleugeligen uit de familie veldsprinkhanen (Acrididae). De wetenschappelijke naam van dit geslacht is voor het eerst geldig gepubliceerd in 1897 door McNeill.

## Soorten
Het geslacht Amphitornus omvat de volgende soorten:
- Amphitornus coloradus Thomas, 1873
- Amphitornus durangus Otte, 1981